# Mickey Spillane
Frank Michael „Mickey“ Morrison Spillane (* 9. März 1918 in Brooklyn, New York; † 17. Juli 2006 in Murrells Inlet, South Carolina) war ein US-amerikanischer Krimi-Schriftsteller und Comic-Texter. Seine bekannteste Figur ist die des hartgesottenen Privatdetektivs Mike Hammer, den er in vielen seiner Werke auftreten ließ.

## Leben
Mickey Spillane begann vor dem Zweiten Weltkrieg als Comic-Texter unter anderem für Captain America, Batman sowie Submariner und schrieb Kurzgeschichten für Groschenhefte. Während der Kriegszeit kam er zur Luftwaffe und wurde zum Kampfpiloten-Ausbilder. Um nach dem Krieg für eine Existenzgründung an Geld zu kommen, schrieb er 1947 in kürzester Zeit seinen ersten Roman mit seinem bekanntesten Helden, dem Privatdetektiv Mike Hammer. Von seinen Büchern wurden weltweit über 200 Mio. Exemplare verkauft. Der letzte Roman dieser Reihe erschien 1996, also fast 50 Jahre nach Einführung der Romanfigur.
Mickey Spillane arbeitete in den 1950ern zeitweise auch als Trampolinartist und „Lebende Kanonenkugel“ beim Zirkus, als Rennfahrer, Schatztaucher und Filmschauspieler. 1963 spielte er in einer Produktion seinen eigenen Helden Mike Hammer. 1974 hatte er als Alan Mallory einen Gastauftritt bei Columbo in der Folge Schreib oder stirb.
Spillane soll kurzzeitig für das amerikanische FBI gearbeitet haben. Ein Geheimagent namens Tiger Mann war jedenfalls der Held in vier seiner Romane von 1964 bis 1966, sein einziger weiterer Seriencharakter, der dem Agentenboom um James Bond zu jener Zeit Rechnung trug.
Auch im Genre der Kinder- und Jugendbücher betätigte er sich als Autor. Das 1979 veröffentlichte Buch Der Tag, an dem das Meer verschwand, in dem er eine Geschichte um ein selbst erlebtes Naturphänomen erzählt, wurde mit dem Junior Literary Guild Award ausgezeichnet.
Mickey Spillane erhielt 1995 für seine besonderen Leistungen in der Krimi-Literatur von den Mystery Writers of America (MWA) deren höchste Auszeichnung, den Grand-Master-Award. 2007 verleihen die Private Eye Writers of America (PWA) erstmals einen neuen Literaturpreis für die beste Serienfigur in Kriminalromanen: The Hammer, benannt nach Mickey Spillanes Protagonisten.
Bekannt wurde auch sein Motto „Lebe wild, schnell und gefährlich.“ Spillane war bekennender Zeuge Jehovas.
Der New Yorker Avantgardemusiker John Zorn setzte Mickey Spillane und dessen Figur Mike Hammer mit dem Konzeptalbum Spillane ein musikalisches Denkmal.

## Mike Hammer
Hammer basiert auf einer früheren Comic-Figur von Spillane namens Mike Danger und ist eine Fortsetzung der hartgesottenen amerikanischen Großstadtschnüffler à la Sam Spade (Dashiell Hammett) und Philip Marlowe (Raymond Chandler). Dabei ist er kompromiss- und skrupelloser als seine Vorgänger und seine Abenteuer (in 13 Büchern) zeichnet eine oft kritisierte Gewalttätigkeit aus. Diese rechtfertigt der Autor aber damit, dass er für die Klientel der Kriegsveteranen schreibe, die mit der Brutalität umzugehen wissen.
Während Spillanes erster Roman Ich, der Richter langsam und auch erst als Taschenbuch richtig anlief, wurden die weiteren Hammer-Abenteuer zu Riesenerfolgen und fanden reihenweise ein Millionenpublikum. Bis 1965 gehörten sieben seiner Bücher zu den 30 meistverkauften Büchern des 20. Jahrhunderts in den Vereinigten Staaten und das trotz einer Veröffentlichungspause zwischen 1953 und 1961.
Mike Hammer brachte es zu mehreren Verfilmungen mit wechselnden Schauspielern. Die erste Verfilmung fand 1953 unter dem Titel Der Richter bin ich (I, the Jury, Regie Harry Essex) als 3D-Film statt. Im Film Der Killer wird gekillt (The Girl Hunters, 1963) hat Spillane unter der Regie von Roy Rowland seinen Detektiv sogar einmal selbst dargestellt. Die bekannteste Verkörperung des Detektivs geschah aber durch Stacy Keach, der ihn von 1984 bis 1987 und Ende der 1990er Jahre in insgesamt 72 Folgen einer US-amerikanischen Fernsehserie und in Fernsehfilmen spielte. Als bedeutendste Spillane-Adaption gilt der 1955 herausgekommene Film-noir-Klassiker Kiss Me Deadly (Rattennest) von Robert Aldrich, in dem Ralph Meeker als Mike Hammer gegen eine Verschwörung kämpft und es zudem mit einer Mini-Atombombe zu tun bekommt.

## Werke (Auswahl)

### Mike Hammer
- I, the Jury, 1947 (dt. Ich, der Richter / Das Todeskarussell)
- My Gun Is Quick, 1950 (dt. Das Wespennest / Mein Revolver sitzt locker)
- Vengeance Is Mine, 1950 (dt. Die Rache ist mein / Späte Gäste)
- The Big Kill, 1951 (dt. Jackpot / Die schwarzen Nächte von Manhattan / Der große Schlag)
- One Lonely Night, 1951 (dt. Regen in der Nacht / Menschenjagd in Manhattan / In einsamer Nacht)
- Kiss Me, Deadly, 1952 (dt. Rhapsodie in Blei / Die verlorenen Schlüssel / Küss mich, Tod)
- The Girl Hunters, 1962 (dt. Die Mädchenjäger / Die Töchter der Nacht)
- The Snake, 1964 (dt. Die Schlange)
- The Twisted Thing, 1966 (dt. Verkorkst / Die .45er / Das Unding)
- The Body Lovers, 1967 (dt. Geliebte Leiche / Tot in New York)
- Survival ... Zero!, 1970 (das vorläufige Serienende, dt. Flucht ist sinnlos / Keine Chance)
- The Killing Man, 1979 (das erste Comeback, dt. Tote kennen keine Gnade / Killer / Ich, der Rächer)
- Black Alley, 1996 (das zweite Comeback, dt. Tod mit Zinsen)
- The Goliath Bone, 2008 (mit Max Allan Collins; postum veröffentlicht; keine deutsche Ausgabe)
- The Big Bang, 2010 (mit Max Allan Collins; postum veröffentlicht; keine deutsche Ausgabe)
- Kiss Her Goodbye, 2011 (mit Max Allan Collins; postum veröffentlicht; keine deutsche Ausgabe)
- Lady, Go Die, 2012 (mit Max Allan Collins; postum veröffentlicht; keine deutsche Ausgabe)
- Complex 90, 2014 (mit Max Allan Collins; postum veröffentlicht; keine deutsche Ausgabe)
- King of the Weeds, 2014 (mit Max Allan Collins; postum veröffentlicht; keine deutsche Ausgabe)

### Tiger Mann
- The Day of the Guns, 1964 (dt. Der Tiger ist los)
- Bloody Sunrise, 1965 (dt. Blut in der Sonne)
- The Death Dealers, 1965 (dt. Unter drei Augen)
- The By-Pass Control, 1966 (dt. Der Ein-Mann-Krieg)

### Andere "Helden"
- The Long Wait (Johnny McBride), 1951 (dt. Comeback eines Mörders)
- The Deep (Panther), 1961 (dt. Der Panther kehrt zurück)
- The Flier (Cat Fallon), 1964 (dt. Eine Kugel kommt selten allein)
- Me, Hood and Return of the Hood (Ryan), 1964 (dt. Gangster)
- The Delta-Factor (Morgan), 1967 (dt. Der Delta-Faktor)
- The Last Cop Out (Gillian Burke, The Gill), 1973 (dt. Todesschwadron)
- The Erection Set (Dogeron Kelly), 1973 (dt. Sexbomber)

### Kurzgeschichten
- The Veiled Woman, 1952 (dt. Tod einer Unsterblichen)
- Everybody’s Watching Me, 1953 (dt. Diese Stadt gehört mir)
- The Girl Behind the Hedge, 1963 (dt. Hinter der Hecke)
- The Bastard Bannerman, 1964 (dt. Der Bastard Bannerman)
- Killer Mine, 1965 (dt. Ohne deutschen Titel im Buch Ein Loch zuviel im Kopf erschienen)
- Man Alone, 1965 (dt. Ohne deutschen Titel im Buch Ein Loch zuviel im Kopf erschienen)
- Kick It or Kill, 1968 (dt. Wo Aas ist)

Folgende Kurzgeschichten sind 1984 in der Ausgabe Morgen werde ich tot sein erschienen (Bastei Lübbe, ISBN 3-404-19116-1). Das Entstehungsdatum ist nicht bekannt:
- Tomorrow I Die (dt. Morgen werde ich tot sein)
- Stand Up and Die! (dt. Steh auf und stirb)
- The Pickpocket (dt. Taschendieb)
- The Screen Test of Mike Hammer (dt. Mike Hammers Probeaufnahme)
- Sex Is My Vengeance (dt. Sex ist meine Rache)
- Trouble … Come and Get It! (dt. Ärger ist mein Geschäft)
- The Gold Fever Tapes (dt. Goldfieber)

### Kinderbücher
- The Day the Sea Rolled Back, 1979 (dt. Der Tag an dem das Meer verschwand)

## Verfilmungen
- 1953: Der Richter bin ich (I, the Jury)
- 1954: Das lange Warten (The Long Wait)
- 1955: Rattennest (Kiss Me Deadly)
- 1957: Mein Revolver war schneller (My Gun Is Quick)
- 1963: Der Killer wird gekillt (The Girl Hunters)
- 1970: Der Delta Faktor (The Delta Factor)
- 1980: Mike Hammer – Mörderische Geschäfte (Mike Spillane’s Margin for Murder)
- 1981: Ich, der Richter (I, the Jury)
- 1983: Mike Hammer – Ein Mord ist nicht genug (Mike Hammer: More than Murder)
- 1983: Mike Hammer – Mord auf Abruf (Murder Me, Murder You)
- 1986: Mike Hammer – Kidnapping in Hollywood (The Return of Mickey Spillane’s Mike Hammer)